# Período de mobilização para a supressão da rebelião comunista
Período de mobilização para a supressão da rebelião comunista (chinês tradicional: 動員戡亂時期, pinyin: Dòngyuán Kānluàn Shíqí) foi um termo político usado pelo governo da República da China e pelo partido Kuomintang para descrever o seu domínio da China continental de 1947 a 1949, de Taiwan de 1949 a 1987 e de Kinmen, Ilhas Matsu e Ilhas Spratly de 1949 a 1991 sob lei marcial.  Em Taiwan, o termo "Terror Branco" é muitas vezes usado para descrever a época. 

## Fim
O período foi formalmente encerrado pelo presidente Lee Teng-hui em 1 de maio de 1991, assinalando assim a disposição da República da China de abandonar a unificação da China por meios violentos.